# Verbandsgemeinde Wörrstadt
Verbandsgemeinde Wörrstadt é uma associação municipal do estado da Renânia-Palatinado.